# دشت ارژن
دشت ارژن دشتی در شهرستان شیراز، ایران است که میان شیراز و کازرون قرار دارد.

## جغرافیا
این دشت در کنار ارتفاعات جنوبی زاگرس قرار دارد و دریاچه ارژن یکی از مناطق دیدنی آن است. ارتفاع دشت در حدود ۲۰۵۰ متر از سطح دریا، و ارتفاع خود روستا به علت قرار گرفتن در ارتفاعات زاگرس و فراز و نشیب‌های آن به ترتیب از ۲۰۶۰ متر تا ۲۲۴۰ اوج می‌گیرد. 

## زیست‌بوم
در گذشتهٔ نه چندان دور این دشت مأوای حیواناتی همچون شیر ایرانی و آهو بوده که با از بین رفتن نیزارهای اطراف دریاچه و تبدیل آن‌ها به اراضی مزروعی زیستگاه مناسب زاد و ولد شیر از بین برده شده و باعث منقرض شدن نسل این شیر گردیده‌است. 

## وجه تسمیه
کلمه ارژن تغییر یافته کلمه ژیان به معنای شیر ایرانی است.آثار باستانی و کتیبه‌های معروف تنگ شاپور در شمال غربی این دشت قرار دارد.

## مناطق گردشگری
دریاچه دشت ارژن، آبشار چرو نیز یا آبشار ارژن و دریاچه پریشان از دیگر جاذبه‌های گردشگری دشت ارژن هستند.

## مردم‌شناسی
مردم این منطقه از اقوام کهمره‌ای، قشقایی و لرمی‌باشند. زبان مردم این نواحی نیز کهمره‌ای و ترکی و لری جنوبی و لری بختیاری می‌باشد.
به نوشته کلنل چریکوف نماینده دولت روسیه در زمان قاجار پانصد خانوار از ایل بختیاری در دشت ارژن سکونت داشتند.

## پوشش گیاهی
پوشش گیاهی و درختان موجود در دشت ارژن شامل درختان بلوط، زالزالک و بادام است. در فصل‌های سرد سال، زمین این منطقه پوشیده از گل‌های نرگس است.

## نگارخانه

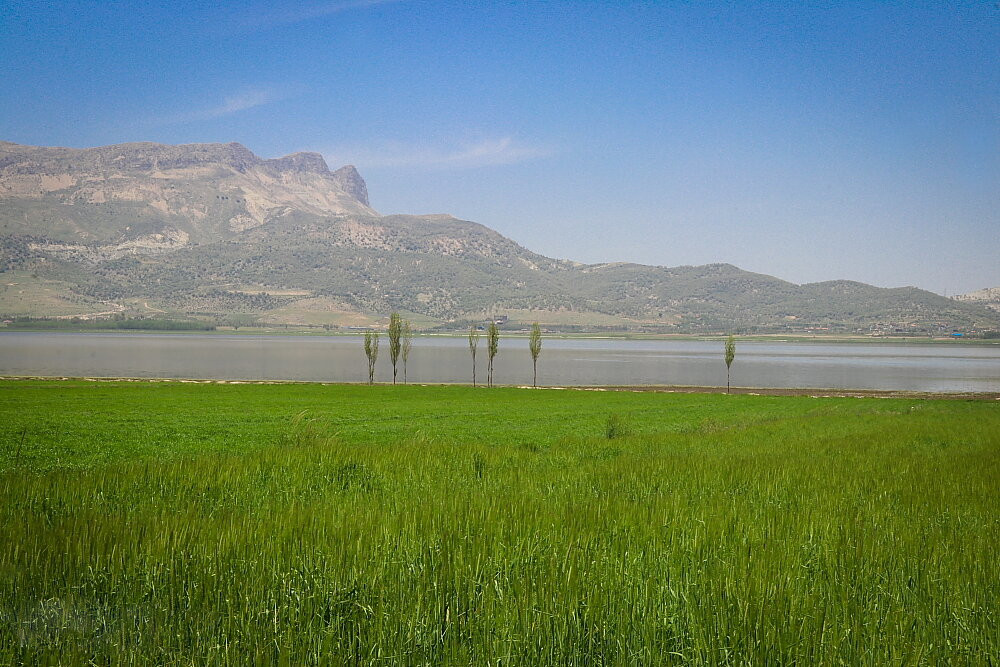
دریاچه ارژن
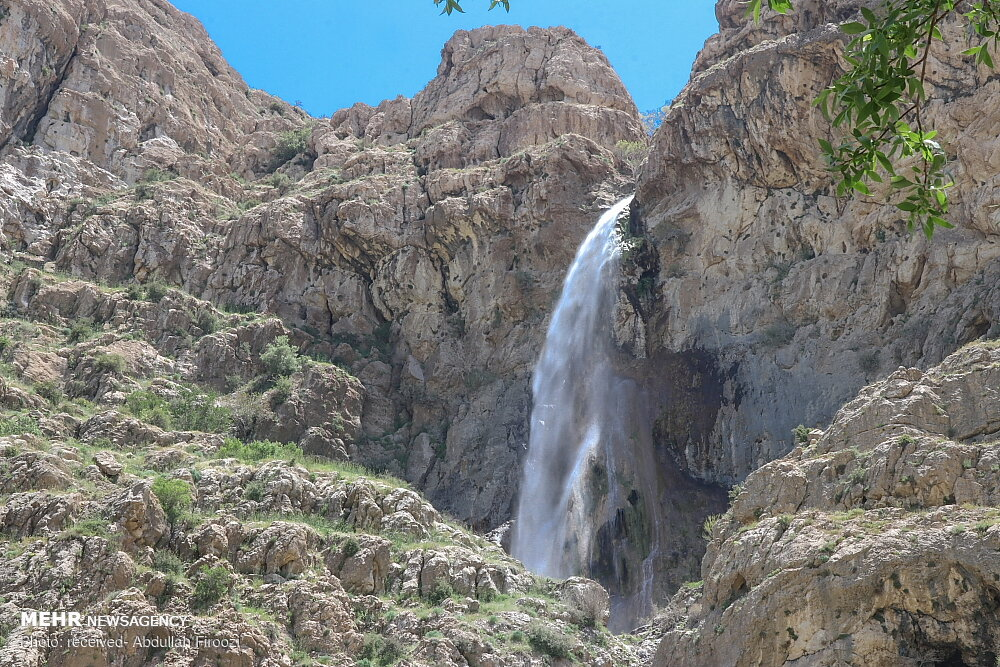
آبشار چرو
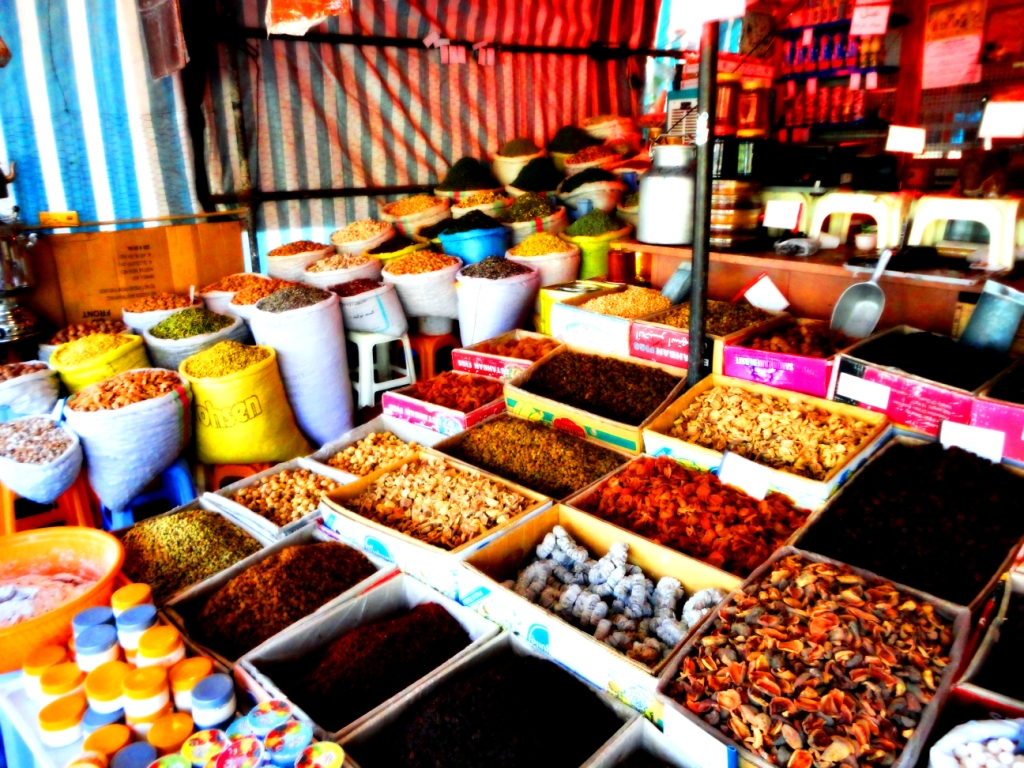
بازار دشت ارژن